# Pârteștii de Jos
Pârteștii de Jos là một xã thuộc hạt Suceava, România. Dân số thời điểm năm 2002 là 3016 người.